# Ercole e Lica
(Melchiorre Cesarotti)
Ercole e Lica è un gruppo scultoreo in marmo eseguito da Antonio Canova tra il 1795 e il 1815 e conservato alla Galleria Nazionale d'Arte Moderna di Roma. Il gesso di quest'opera viene conservato presso la Gipsoteca canoviana di Possagno.

## La storia

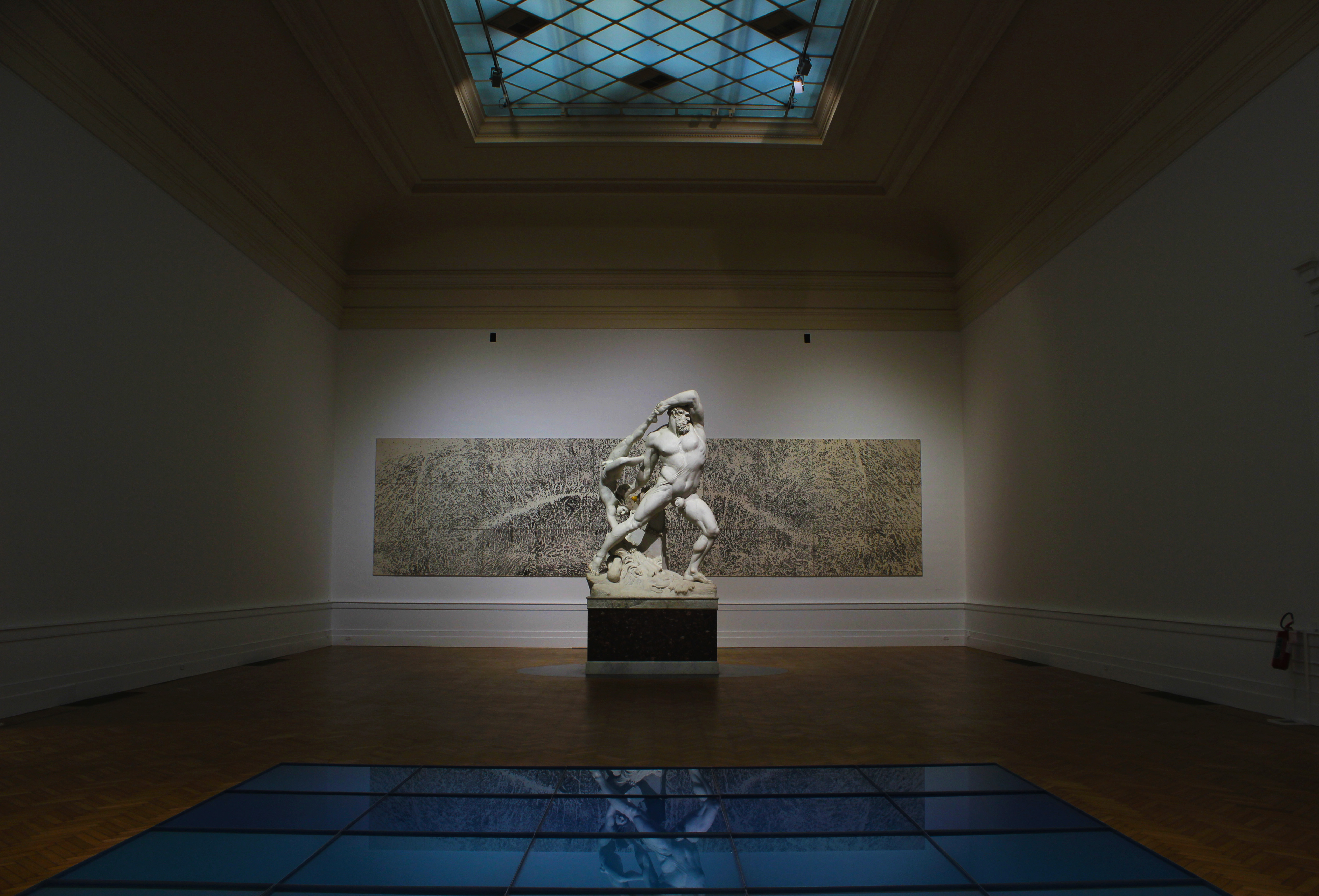
Collocazione attuale alla Galleria nazionale d'arte moderna e contemporanea

L'opera venne commissionata da Onorato Gaetani dei principi d'Aragona, illustre ammiratore del gruppo di Adone e Venere, precedente opera dell'artista acquistata dal marchese Francesco Berio, il quale la collocò a Napoli in un tempietto appositamente costruito nel giardino del suo palazzo in via Toledo. Fu ammirando tale calco che il nobile committente decise di commissionare a Canova, nel marzo del 1795, il marmo dell'Ercole e Lica. 
L'opera scultorea rappresenta un noto episodio della mitologia greca. Ercole, impazzito dal dolore procuratogli dalla tunica intrisa dal sangue avvelenato del centauro Nesso, scagliò in aria il giovanissimo araldo Lica, che, ignaro, gliel'aveva consegnata su ordine di Deianira.
Interrotta e ripresa più volte, la statua venne lasciata in uno stato di abbandono in seguito alle dure vicende politiche che coinvolsero Napoli con l'arrivo dei francesi. Lo stesso principe ritirò tale commissione e dopo alterne vicende, l'opera venne acquistata dal noto banchiere romano Giovanni Raimondo Torlonia nel 1800. L'anno prima la città di Verona aveva chiesto allo scultore un'opera che potesse celebrare la vittoria della battaglia del 5 aprile 1799 contro le truppe francesi. Canova rispose che non poteva aggiungere altre commissioni, ma propose il monumento di Ercole e Lica, quest'ultimo facilmente identificabile con la Francia. Il monumento si sarebbe dovuto posizionare in piazza Bra, ma l'imperatore Francesco II d'Asburgo Lorena non lo concesse per non aggravare ulteriormente le casse del suo popolo. Il gruppo marmoreo venne finalmente completato nel 1815, anno in cui l'opera venne posta dal proprietario in un'esedra del proprio palazzo e illuminata con luce zenitale.
Al tempo della sua prima esposizione, l'Ercole e Lica riscosse un immediato successo, ma la critica successiva giudicò in modo negativo l'opera, individuando schemi di un'esecuzione accademica, priva di una vera partecipazione emotiva.

## Descrizione

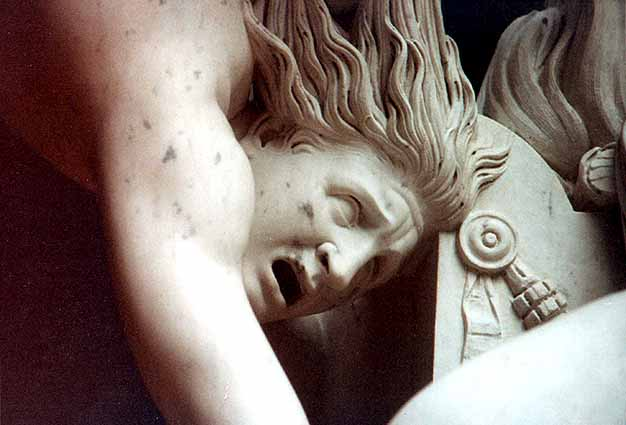
Ercole e Lica, particolare del volto terrorizzato di Lica.

Il gruppo scultoreo segue un'assoluta accuratezza geometrica. L'eroe appare in un momento di massima tensione muscolare, colto nell'atto di sollevare un piede dello sfortunato ragazzo, il quale invano oppone resistenza, aggrappandosi all'altare alle spalle dell'eroe e alla pelle di leone, abbandonata ai suoi piedi. Lica appare sollevato con forza da terra e sospeso in aria un attimo prima di essere scagliato nei flutti del mare.
Il gruppo, con la torsione ad arco dei due corpi nudi, sprigiona una grande intensità energica, che ha il suo apice nella faccia urlante del giovinetto e nei tratti adirati di Ercole, incorniciato in una folta barba di riccioli; l'eroe appare completamente nudo, se non per il sottilissimo velo che Canova utilizzò per ricoprire la massa dei muscoli.

## L'ispirazione
L'opera è derivata da un attento studio del Canova per alcuni celebri marmi antichi, quali i Colossi del Quirinale, l'Ercole Farnese e il celeberrimo gruppo ellenistico del Laocoonte in Vaticano; non è da escludere inoltre un suo attento studio al gruppo di Achille e Troilo (conosciuto anche col nome di Atamante e Learco), conservato al Museo archeologico nazionale di Napoli.
I francesi vollero leggere tale opera come un'allusione alla Francia che abbatte la monarchia; ma nelle opere del Canova, al contrario delle opere del David, non vi è alcun riferimento ideologico, né tanto meno l'artista s'impegnò ad individuarne alcuno.